# Ramport Studios
Die Ramport Studios waren ein Tonstudio im Londoner Stadtteil Battersea, das der Band The Who gehörte. Einige wichtige Alben wurden in dem Studio aufgenommen, unter anderem im Jahr 1974 Crime of the Century von der Band Supertramp. Auch Teile des Who-Albums Quadrophenia wurden dort im Jahr 1973 aufgenommen. 1978 nutzten The Who das Studio teilweise für die Aufnahmen von Who Are You. Schließlich kaufte Virgin Records das Studio. Heute befindet sich in den Räumen eine Arztpraxis.